# Krbljine
Krbljine (cyr. Крбљине) – wieś w Bośni i Hercegowinie, w Republice Serbskiej, w gminie Kalinovik. W 2013 roku liczyła 6 mieszkańców.